# Raffaele De Rosa (politico)
Raffaele De Rosa (Pompei, 20 giugno 1978) è un politico italiano, senatore della XIX legislatura per Forza Italia.

## Biografia
Nel 1996 consegue il diploma di maturità all'istituto tecnico commerciale di Boscoreale, dopodiché intraprende gli studi di giurisprudenza presso l'Università degli Studi di Napoli "Federico II", abbandonando gli studi due anni dopo.
Nel 2003 si arruola nell'esercito Italiano, prima nei Granatieri di Sardegna, poi nella scuola amministrazione e Commissariato di Maddaloni.
Nel 2009 intraprende la professione di istruttore e formatore di antiterrorismo e difesa personale.
Nel 2018 è nominato responsabile del Nucleo Arruolamento e Attività Promozionale di Napoli del Corpo militare della Croce Rossa Italiana fino al termine del mandato.
È istruttore di Krav Maga, di Keysi Fighting Method e di pesistica, nonché esperto di arti marziali quali il kung fu e il taekwondo.

## Attività politica
Iscritto al Movimento 5 Stelle, alle elezioni amministrative del 2021 è stato candidato al consiglio comunale di Napoli, tra le sue liste a sostegno del candidato sindaco del centro-sinistra Gaetano Manfredi, ottenendo 102 preferenze e risultando non eletto.
Alle elezioni politiche anticipate del 2022 viene candidato al Senato della Repubblica nel collegio uninominale Campania - 07 (Acerra), risultando eletto con il 38,48% e battendo i candidati del centro-destra, in quota Fratelli d'Italia, Claudio Barbaro (31,06%) e del centro-sinistra, in quota Partito Democratico, Leonardo Impegno (21,00%). Nella XIX legislatura è componente della 3ª Commissione Affari esteri e Difesa, della Commissione straordinaria per la tutela e la promozione dei diritti umani e della delegazione italiana presso l'Assemblea parlamentare dell'Iniziativa Centro Europea.
L'8 febbraio 2024 lascia il M5S e il 21 febbraio seguente aderisce a Forza Italia.
Nel maggio del 2024, in occasione delle elezioni europee, viene candidato nella lista di Forza Italia per la circoscrizione meridionale.
Con quasi 10.000 preferenze non risulta eletto.